# Namibia ved sommer-OL 2008
Namibia under sommer-OL 2008. Ti sportsudøvere fra Namibia deltog i fire sportsgrene under Sommer-OL 2008 i Beijing. De vandt ingen medaljer. Terræncykleren Manie Heymans var landets flagbærer under åbningsceremonien.

## Atletik
| Udøver           | Gren                | Heat runde 1 | Heat runde 1 | Heat runde 2 | Heat runde 2 | Semifinale      | Semifinale      | Finale          | Finale          |
| Udøver           | Gren                | Resultat     | Nr.          | Resultat     | Nr.          | Resultat        | Nr.             | Resultat        | Nr.             |
| ---------------- | ------------------- | ------------ | ------------ | ------------ | ------------ | --------------- | --------------- | --------------- | --------------- |
| Helalia Johannes | Maraton damer       | N/A          | N/A          | N/A          | N/A          | N/A             | N/A             | 2:35:22         | 40              |
| Stephan Louw     | Længdespring herrer | 7.93 m       | 13           | N/A          | N/A          | N/A             | N/A             | Gik ikke videre | Gik ikke videre |
| Beata Naigambo   | Maraton damer       | N/A          | N/A          | N/A          | N/A          | N/A             | N/A             | 2:33:29         | 28              |
| Agnes Samaria    | 800 m damer         | 2:02.18      | 5            | N/A          | N/A          | Gik ikke videre | Gik ikke videre | Gik ikke videre | Gik ikke videre |
| Agnes Samaria    | 1500 m damer        | 4:15.80      | 7            | N/A          | N/A          | N/A             | N/A             | Gik ikke videre | Gik ikke videre |

## Boksning
| Utøver           | Gren         | 16. delsfinale      | 8. delsfinale       | Kvartfinale         | Semifinale          | Finale              |                 |
| Utøver           | Gren         | Motstander Resultat | Motstander Resultat | Motstander Resultat | Motstander Resultat | Motstander Resultat |                 |
| ---------------- | ------------ | ------------------- | ------------------- | ------------------- | ------------------- | ------------------- | --------------- |
| Japhet Uutoni    | Let fluevægt | Bye                 | Maszczyk L 5–+5     | Gik ikke videre     | Gik ikke videre     | Gik ikke videre     | Gik ikke videre |
| Julius Indongo   | Letvægt      | Little L 2–14       | Gik ikke videre     | Gik ikke videre     | Gik ikke videre     | Gik ikke videre     |                 |
| Mujandjae Kasuto | Weltervekt   | Balanov L 5–8       | Gik ikke videre     | Gik ikke videre     | Gik ikke videre     | Gik ikke videre     |                 |

## Cykling

### Terræn
| Udøver        | Gren          | Tid            | Nr.            |
| ------------- | ------------- | -------------- | -------------- |
| Manie Heymans | Terræncykling | Fuldførte ikke | Fuldførte ikke |

### Landevej
| Udøver       | Gren        | Tid             | Nr. |
| ------------ | ----------- | --------------- | --- |
| Eric Hoffman | Fællesstart | 6:26:17 (+2:28) | 22  |

## Skydning
| Udøver      | Gren | Kval  | Kval | Finale          | Finale          | Nr. |
| Udøver      | Gren | Point | Nr.  | Point           | Totalt          | Nr. |
| ----------- | ---- | ----- | ---- | --------------- | --------------- | --- |
| Gaby Ahrens | Trap | 52    | 20   | Gik ikke videre | Gik ikke videre |     |